# Abdulelah Al-Amri
Abdulelah Al-Amri (arab. ‏عبدالإله العمري‎, ur. 15 stycznia 1997 w At-Ta’if) – saudyjski piłkarz występujący na pozycji środkowego obrońcy w Al-Nassr.
W 2017 podpisał swój pierwszy profesjonalny kontrakt z Al-Nassr na okres trzech lat. Na sezon 2018/2019 został wypożyczony do saudyjskiego Al-Wehda. 27 stycznia 2021 przedłużył kontrakt z Al-Nassr do końca sezonu 2023/2024.